# Elecciones presidenciales de Estados Unidos en California de 1964
En las Elecciones presidenciales de Estados Unidos de 1964, el estado de California votó por el titular  Demócrata  Presidente, Lyndon B. Johnson, en un deslizamiento de tierra sobre el nominado del  Republicano,  Senador Barry Goldwater  de Arizona.
Como Johnson ganó a nivel nacional en un desprendimiento de tierras masivo, obtuvo el 61.05 por ciento de los votos en todo el país, y dominó muchos de los estados de  Noreste y Medio Oeste de Estados Unidos por un récord de márgenes de deslizamientos de tierra, California tuvo un peso aproximado. 4 por ciento más republicano que el promedio nacional en las elecciones de 1964. Johnson dominó en más liberal California del Norte, rompiendo el 60% en muchos condados e incluso rompiendo el 70% en  Condado de Plumas y la ciudad de  San Francisco . Sin embargo, el  occidental conservador Goldwater, de la vecina Arizona, tuvo cierto atractivo en más conservador sur de California, donde Johnson no logró romper su promedio de votos a nivel nacional en un solo condado . Goldwater de hecho ganó seis distritos del Congreso en áreas suburbanas de los condados de Los Ángeles, Orange y San Diego, y llevó a dos condados del sur de California muy poblados: Condado de Orange y  Condado de San Diego, lo que mantiene a Johnson por debajo del 60% en todo el estado.
Aunque California se ha convertido en un estado fuertemente demócrata en las elecciones recientes, esta fue la única elección presidencial entre  1952 y  1988 donde el estado fue llevado por un demócrata. Johnson es también el último demócrata en llevar los condados de  Calaveras,  Colusa,  Glenn,  Inyo,  Kern,  Modoc y  Tulare, y el último en ganar la mayoría de los votos en  Butte,  El Dorado,  Kings,  Mariposa,  Siskiyou y  Tuolumne, aunque uno o más de Hubert Humphrey, Jimmy Carter y Bill Clinton han ganado una pluralidad en esos condados .
Esta fue la última elección en la que California no registró la mayoría de los votos emitidos por el estado.
- Datos: Q7892704
- Multimedia: United States presidential election in California, 1964 / Q7892704